# Neoklaudiopolis
Neoklaudiopolis (griechisch Νεοκλαυδιόπολις, lateinisch Neoclaudiopolis) war eine antike Stadt in der paphlagonischen Landschaft Phazemonitis. Sie lag an der Stelle des heutigen Vezirköprü in der Provinz Samsun in der Türkei.
Der Ort hieß wohl ursprünglich Andrapa (Ἄνδραπα) und wurde von Pompeius 65 oder 62 v. Chr. unter dem Namen Neapolis als Teil der Provinz Bithynia et Pontus neu gegründet. Unter Claudius wurde er in Neoklaudiopolis umbenannt. Die Stadt prägte von Trajan bis Mark Aurel Münzen. Seit dem 4. Jahrhundert gehörte sie zur Provinz Helenopontus.
Spätestens seit Anfang des 5. Jahrhunderts war die Stadt unter ihrem alten Namen Andrapa Bischofssitz und gehört zur Metropolis Amaseia, Bischöfe sind bis zum 13. Jahrhundert belegt. Darauf geht das Titularbistum Andrapa zurück.